# Approssimante labiale
L'approssimante labiale è una consonante approssimante il cui simbolo IPA è β̞. Il suono assomiglia molto ad una "o molto breve e stretta" ed è in realtà la [w], pronunciata tenendo però la lingua in posizione centrale, senza quindi toccare il palato.

## Caratteristiche
- Il suo modo di articolazione è approssimante, il che significa che è prodotto da un restringimento del tratto vocale sul luogo di articolazione, ma non abbastanza per produrre un flusso d'aria turbolento.
- Il suo luogo di articolazione è labiale, il che significa che si articola arrotondando le labbra.
- La sua fonazione è sonora, il che significa che le corde vocali vibrano durante l'articolazione.
- Si tratta di una consonante orale, il che significa che l'aria può uscire solo attraverso la bocca.
- Si tratta di una consonante centrale, il che significa che è prodotta da un flusso d'aria lungo il centro della lingua, piuttosto che ai lati.
- Il meccanismo del flusso d'aria è polmonare, il che significa che si articola spingendo aria esclusivamente con i polmoni e il diaframma, come nella maggior parte dei suoni.

## Nelle lingue
- In italiano tale fono non è presente.
- In lingua veneta è presente solo in alcune varianti; si trova solo dopo i fonemi /k/ e /g/ e prima dei fonemi /a/, /ɛ/, /e/; la G.V.U. prescrive di trascriverlo utilizzando unicamente la lettera "u" (come in léngua, "lingua" e in sguèlto, "svelto"), anche se si è tentati di scriverlo usando la lettera "o".